# 유니버셜 솔져
《유니버셜 솔져》(영어: Universal Soldier)는 1992년에 개봉된 미국의 영화이다.

## 줄거리
날로 잔인해지고, 대형화하는 테러리즘에 대처하기 위한 방편으로 미국 국방성은 극비리에 놀라운 한 프로젝트를 개발한다. 싸움터에서 전사한 시체를 이용, 종래의 로보트나 싸이보그 보다는 훨씬 인간적인, 어떤 의미에서는 살아있는 안드로이드를 만들어냈다.
월남전에서 정신착란으로 무고한 민간인을 학살하는 앤드루 스콧 상사를 총검으로 찌르고, 자기도 상사의 총에 죽은 뤼크 드브로는 스콧 상사와 함께 안드로이드로 재생된다. 국방성은 개발한 안드로이드의 우수성을 증명하기 위해, 국방성이 개발한 안드로이드를 인간처럼 투입, 후버 댐에서 난동을 벌이는 테러리스트를 진압하는 과정을 언론에 공개한다. 기계보다 정확한 움직임, 강력한 체력, 두려움 없이 대응해가는 안드로이드들의 활약을 보며 언론은 몸서리를 친다.
프로젝트의 담당 과학자들은 후버 댐에서의 작전 수행 중, 명령에 신속히 반응하지 않는 드브로가 역행성 기억력 때문에 기능 수행에 문제가 있다는 것을 발견하지만 지휘관 페리 대령은 그것을 대수롭지 않게 여긴다. 드브로가 사령탑의 명령에 즉각적으로 반응하지 못한 것은 인질 중, 월남전에서 스콧 상사에게 학살당한 민간인과 똑같은 사람들이 있는 것 같아서, 당황했기 때문이었다.
당시, 드브로는 스콧 상사가 사살하라는 민간인을 죽이는 대신 풀어주었기 때문에 상사와 싸우다 죽었다. 후버 댐에서의 테러리스트 진압을 취재하던 여기자 베로니카는 수상한 느낌이 들어, 기지안까지 들어가 취재를 하다가, 안드로이드들에게 체포당한다. 그때 베로니카와 동행했던 휴이 테일러는 안드로이드들에게 개처럼 사살당한다. 스콧과 명령을 수행하던 드브로는 순간적으로 월남에서의 일이 생각나서, 베로니카를 구해 탈출한다.
프로젝트가 어긋나자, 당황한 페리 대령은 직접 지휘하여 드브로와 베로니카의 체포 작전을 시작하여 두 사람을 추적한다. 베로니카를 보호하며 지내는 동안 드브로는 그녀를 사랑하게 된다. 그러나 중과부적으로, 자신의 부모를 인질로 잡은 스콧과 대결할 수 밖에 없어진다. 1대 1로, 처절한 싸움을 벌인 드브로는 끝내는 스콧 상사를 이기고 부모와 베로니카를 구해내는데 성공한다.

## 출연진
- 장클로드 반 담 - 뤼크 드브로/GR 44
- 돌프 룬드그렌 - 앤드루 스콧 상사/GR 13
- 앨리 워커 - 베로니카 로버츠
- 에드 오로스 - 페리 대령
- 에릭 노리스 - GR 86
- 마이클 제이 화이트 - 군인
- 레온 리피 - 우드워드
- 톰 리스터 주니어 - GR 55
- 제리 오바크 - 크리스토퍼 그레고어 의사
- 티코 웰스 - 가스
- 로버트 트레버 - 모텔 주인
- 진 데이비스 - 중위
- 드루 스나이더 - 찰스
- 조앤 바론 - 브렌다
- 앨런 그래프 - 행크 (주방장)
- 조지프 멀론 - 휴이 테일러
- 랄프 묄러 - GR 76
- 랜스 하워드 - 루크의 아버지 (존 드브로)
- 릴리안 쇼빈 - 루크의 어머니
- 네드 벨러미 - FBI 요원
- 루페 온티베로스 - 크리스포머의 도우미

## 한국어 더빙 성우진

### KBS (2002년 2월 23일)
- 홍시호 - 뤼크 드브로/GR 44(장 클로드 반담)
- 신성호 - 앤드루 스콧 상사/GR 13(돌프 룬드그렌)
- 함수정 - 베로니카 로버츠(앨리 워커)
- 김병관 - 페리 대령(에드 오로스)
- 오인성 - 크리스토퍼 그레고(제리 오바치)
- 박상일 - 우드워드 박사(레온 리피)
- 이진화 - 루크의 어머니(릴리안 쇼빈)
- 유영환 - 루크의 아버지(랜스 하워드) / 호텔 주인(로버트 트레버)
- 김창주 - 주유소 주인(드루 스나이더)
- 박상훈 - 과학자(마이클 윈터)
- 홍승섭 - 경찰(로드 울프)
- 김순영 - 크리스토퍼의 도우미(루페 온티베로스) / 종업원(조앤 바론)
- 김소형 - 가스(티코 웰스)
- 성수경 - 휴이(조셉 말론)
- 석원희 - 군인(랄프 묄러)

### SBS (2004년 11월 7일)
- 최원형 - 뤼크 드브로/GR 44(장 클로드 반 담)
- 김관진 - 앤드루 스콧 상사/GR 13(돌프 룬드그렌)
- 차명화 - 베로니카 로버츠(앨리 워커)
- 한상덕 - 페리 대령(에드 오로스)
- 이근욱 - 우드워드 박사(레온 리피)
- 이철용 - 가스(티코 웰스)
- 탁원제
- 김혜경
- 이재정
- 임성표
- 장주영
- 전인배
- 이상범